# Élections législatives belges de 1914
Les élections législatives belges de 1914 se sont déroulées le 24 mai et ont vu la victoire du Parti Catholique, qui a remporté 41 des 88 sièges de la Chambre des représentants.

## Résultats
| Parti | Parti                 | Chambre des représentants | Chambre des représentants | Chambre des représentants |
| Parti | Parti                 | Voix                      | %                         | Sièges                    |
| ----- | --------------------- | ------------------------- | ------------------------- | ------------------------- |
|       | Parti catholique      | 570 806                   | 42,8 %                    | 41 (-2)                   |
|       | Parti ouvrier belge   | 404 701                   | 30,3 %                    | 26 (+1)                   |
|       | Parti libéral         | 326 922                   | 24,5 %                    | 20 (+1)                   |
|       | Christene Volkspartij | 22 619                    | 1,7 %                     | 1 (=)                     |
|       | Autres                | 9933                      | 0,8 %                     | 0                         |
| Total | Total                 | 1 334 581                 | 100 %                     | 88                        |